# Chirograph

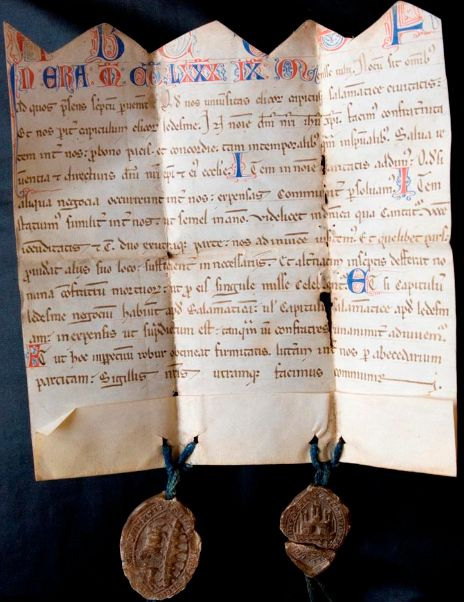
Chirograph von Ledesma, Mitte 13. Jh.

Ein Chirograph (von altgriechisch χειρόγραφον, cheirógraphon, „Handschrift“; deutsch auch Kerbzettel, Zerter, Kerbschnittbrief) wurde im Mittelalter auch als Charta partita (lateinisch; deutsch auch Teilurkunde) bezeichnet. Es war eine besonders in England und im nordwestlichen Teil des Kontinents verwendete „geteilte Urkunde“, als Siegel noch nicht allgemein gebräuchlich waren.

## MittelalterlicheCharta partita
Jede Partei erhielt ein gleichlautendes Exemplar (Charta paricola) der Urkunde, sämtliche Exemplare der Urkunde waren aber ursprünglich auf ein Blatt geschrieben, an dessen oberstem Teil ein Wort oder ein Denkspruch stand. Beim Abschneiden der Exemplare wurde auch das Wort oder der Merkspruch in gerader (Charta partita) oder Zickzack- bzw. unregelmäßiger Linie durchschnitten (Charta indentata). Die Echtheit der Urkunde wurde dadurch bezeugt, dass bei späterer Aneinanderfügung der Teile auch die Teile des Wortes oder Spruches passen mussten. Als geteiltes Wort verwendeten die Schreiber häufig „Chirographum“, die in der deutschen wissenschaftlichen Literatur dominante Bezeichnung.
Die geläufige Bezeichnung in Deutschland für eine derartige Urkunde war Kerbzettel. Der Wortlaut des Dokuments wurde zweimal auf ein Blatt Pergament geschrieben, das anschließend zerschnitten wurde. Die beiden Teile besaßen auf drei Seiten einen geraden Rand, auf der vierten jedoch einen wellenförmigen oder gezackten Rand. Beide Vertragsparteien erhielten je einen Teil. Bei Vorlage der Urkunde konnte auf diese Weise die Echtheit bewiesen werden, indem beide Schriftstücke ohne Zwischenraum aneinander passten. Normalerweise war auf dem Dokument vermerkt, dass davon zwei aus einer Seite geschnittene Ausfertigungen existierten. Um die Rechtssicherheit zu erhöhen, wurden die Urkunden später zusätzlich mit einem oder mehreren Siegeln versehen.

## Heutige päpstliche Chirographen
Im kirchenrechtlichen Sprachgebrauch lebt diese Urkundengattung fort. Ein Chirograph („Handschreiben“) bezeichnet in der Regel eine päpstliche Verwaltungsentscheidung, die in Briefform vom Papst persönlich geschrieben oder wenigstens von ihm unterzeichnet wurde. Damit werden zumeist kleinere Veränderungen in der Struktur der Römischen Kurie vorgenommen. Papst Franziskus errichtete mittels Chirograph zum Beispiel im Jahre 2013 den sogenannten Kardinalsrat zur Reform der Kurie.
Für bedeutendere und den Bereich der Römischen Kurie überschreitende Rechtsakte werden normalerweise ein Motu proprio oder eine Apostolische Konstitution erlassen.